# Fachamt Fußball
Das (Reichs-)Fachamt Fußball (eigentlich Fachamt 2: Fußball, Rugby, Kricket) löste ab 1933 den Deutschen Fußball-Bund (DFB) während der Zeit des Nationalsozialismus bezüglich operativer Aufgaben ab. Dies betraf zunächst die Durchführung der Meisterschafts- und Vereinspokalspiele sowie nach Auflösung des DFB auch die Durchführung der Länderspiele.

## Geschichte
Im Zuge der „Gleichschaltung“ der gesellschaftlichen Organisationen wurden ab Mitte 1933 auch die Sportverbände durch die Nationalsozialisten neu organisiert. Die überwiegende Mehrzahl der bestehenden Organisationen wurde zur Selbstauflösung gedrängt, bereits im Mai 1933 löste sich mit dem Deutschen Reichsausschuß für Leibesübungen (DRA) die bisherige Dachorganisation des deutschen Sports auf.
Im Fußball blieb zwar der DFB noch bis 1940 bestehen, spielte aber faktisch nur noch für die Teilnahme an internationalen Wettbewerben eine Rolle. Die sieben Regionalverbände des DFB lösten sich im Lauf des Jahres 1933 auf. Die Organisation des Sports wurde im Sinne der „Gleichschaltung“ in eine zentralisierte Struktur überführt. Noch im Jahr 1933 wurden für die verschiedenen Sportsparten sogenannte „Fachsäulen“ eingeführt, die Aufgaben des DFB etwa übernahm auf nationaler Ebene die „Fachsäule Fußball“. 1934, nach der Gründung des Deutschen Reichsbundes für Leibesübungen (ab 1938 Nationalsozialistischer Reichsbund für Leibesübungen) als neuem Sportdachverband, wurden die Fachsäulen umbenannt, jedes der 15 Fachressorts hieß nun „Fachamt“. Der Bereich Turnen wurde vom „Fachamt 1“ abgedeckt, das „Fachamt 2“ war für den Fußball und die damit assoziierten Sportarten Rugby und Kricket zuständig.
Geleitet wurde das Fachamt Fußball vom bisherigen DFB-Präsidenten Felix Linnemann. Ihm unterstellt war der Fachamttrainer (d. h. der Reichstrainer) Otto Nerz. Der Spielbetrieb wurde in anfänglich 16 Gaue gegliedert, die Meister der Gauligen nahmen an der Endrunde zur deutschen Meisterschaft teil. Auswahlmannschaften der Gaue nahmen am Reichsbundpokal (ehemals Kronprinzenpokal, später Bundespokal) teil.
1936 und 1938 kam es zu Auseinandersetzungen des zum Reichstrainer bestellten Sepp Herberger mit Otto Nerz um die Kompetenzen bei der Nationalmannschaft. 1937 wurde Otto Nerz Fachreferent Fußball für die Nationalmannschaft. Im Jahr 1938 trat er zurück.
1938 wurden die Fußballvereine aus Österreich und dem Sudetenland dem Fachamt eingegliedert.
Am 27. April 1940 beschloss eine Mitgliederversammlung des DFB die Auflösung des DFB zum 1. Juli 1940. Das Vermögen fiel dem Reichsbund für Leibesübungen zu.
Unmittelbar nach dem Ende des Dritten Reiches wurde der Reichsbund für Leibesübungen mit seinen angeschlossenen Fachämtern im Mai 1945 aufgelöst. In den Nachkriegsjahren entstanden die Fußball-Regionalverbände nach und nach wieder, 1950 wurde in der Bundesrepublik der Deutsche Fußball-Bund neu gegründet. In der DDR entstand im selben Jahr ein „Fachausschuß Fußball“ des Deutschen Sportausschusses als Vorläufer des späteren DFV.